# Переулок Добролюбова
Переу́лок Добролю́бова — небольшая улица на севере Москвы в Бутырском районе Северо-Восточного административного округа, между Новодмитровской улицей и улицей Добролюбова. Назван в 1967 году по соседней улице Добролюбова.

## Расположение
Переулок Добролюбова начинается от железнодорожной линии Рижского направления (перегон Москва-Рижская—Дмитровская) как продолжение Новодмитровской улицы, проходит на север, затем поворачивает на восток и заканчивается на улице Добролюбова.